# Ernst von Bergmann

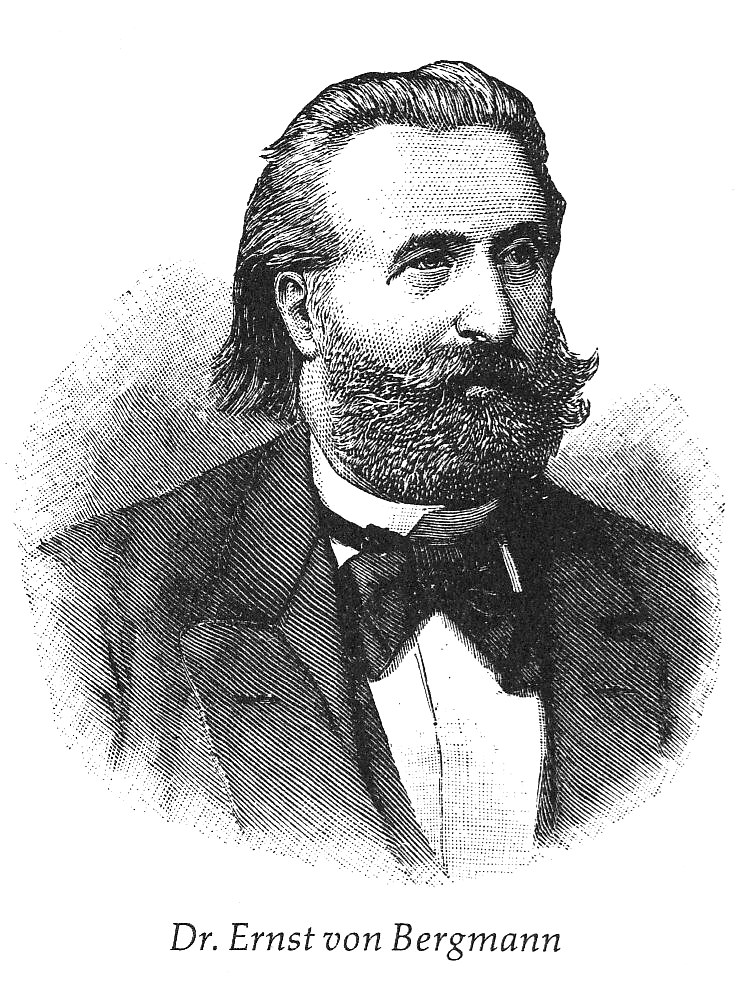
Ernst von Bergmann

Ernst von Bergmann (n. 16 decembrie 1836 - d. 25 martie 1907) a fost chirurg baltico-german. Marele său merit constă în introducerea asepsiei la tratamentul rănilor, în neurochirurgie și în chirurgia militară.
Fiul său, Gustav von Bergmann (1878-1955), a fost renumit medic internist.

## Biografie
S-a născut la Riga, într-o familie baltică.
În 1860 obține doctoratul prin absolvirea cursurilor de medicină în cadrul Universității din orașul Dorpat, care a devenit Tartu după 1918. În perioada 1871 - 1878, este profesor de chirurgie la această prestigioasă universitate.
După câțiva ani ca profesor la Würzburg, în 1882 se mută la Universitatea de la Berlin. Aici, doi dintre asistenții săi sunt: Curt Schimmelbusch (1860-1895) și Friedrich Gustav von Bramann (1854-1913).

## Activitate

### Scrieri
- Handbuch der praktischen Chirurgie ("Manual de chirurgie practică"). Enke, Stuttgart (în colaborare cu Paul von Bruns și Johann von Mikulicz). Conține părțile:

1. 1926: Chirurgie des Kopfes ("Chirurgia capului")
2. 1929: Chirurgie des Halses und des Brust (2 volume) ("Chirurgia gâtului și a pieptului")
3. 1929: Chirurgie des Bauches ("Chirurgie abdominală")
4. 1927: Chirurgie der Wirbbelsäule und des Beckens ("Chirurgia coloanei și a bazinului")
5. 1927: Chirurgie der oberen Gliedmassen ("Chirurgia membrelor superioare")
6. 1929: Chirurgie der unteren Gliedmassen ("Chirurgia membrelor inferioare")